# Holsbeek
Holsbeek là một đô thị ở tỉnh Vlaams-Brabant. Đô thị này bao gồm các thị xã Holsbeek, Kortrijk-Dutsel, Nieuwrode và Sint-Pieters-Rode. Tại thời điểm ngày 1 tháng 1 năm 2006, Holsbeek có tổng dân số 9.205 người. Tổng diện tích là 38,50 km² với mật độ dân số là 239 người trên mỗi km².